# Богайлы (село)
Богайлы́ (также Багайлы́; укр. Богайли, крымскотат. Bağaylı, Багъайлы) — исчезнувшее село в Сакском районе Республики Крым, располагавшееся на юго-западе района, на ручье Тереклав, примерно в полукилометре западнее современного села Тепловка.

## История
Впервые в исторических документах селение встречается в Камеральном Описании Крыма 1784 года, согласно которому, в последний период Крымского ханства Бакаилы входил в Бахчисарайский кадылык Бахчисарайского каймаканства. Обозначалась деревня, как Багайле, на карте Фёдора Чёрного 1790 года. Затем, видимо в результате эмиграции крымских татар в Османскую империю, последовавшую после присоединения Крыма к России (8) 19 апреля 1783 года, деревня опустела и уже в Ведомости о всех селениях в Симферопольском уезде состоящих с показанием в которой волости сколько числом дворов и душ… от 9 октября 1805 года не записана, а на карте генерал-майора Мухина 1817 года обозначена пустующей, как и на карте Петра Кеппена 1836 года. В дальнейшем в доступных источниках не встречается.